# 南川前胡
南川前胡（学名：Peucedanum dissolutum）为伞形科前胡属的植物，为中国的特有植物。分布于中国大陆的四川等地，生长于海拔1,100米至2,200米的地区，多生于林边路旁湿润的砾石地、山坡上流水石缝中或草丛中，目前尚未由人工引种栽培。

## 别名
岩棕、岩风（重庆南川）